# Nathalie Pâque
Nathalie Pâque (* 11. Mai 1977 in Lüttich) ist eine belgische Sängerin.

## Leben und Wirken
Sie wurde vom Sender Antenne 2 ausgewählt, Frankreich beim Eurovision Song Contest 1989 in Lausanne zu vertreten. Mit ihren 11 Jahren war sie die jüngste Sängerin jemals in diesem Wettbewerb. Mit ihrem Popchanson J’ai volé la vie erreichte sie den achten Platz. Nach diesem Contest beschloss die Europäische Rundfunkunion, Wettbewerber erst ab 16 Jahre zuzulassen.
In den 1990er Jahren erschienen noch einige Singles und zwei Alben von Nathalie Pâque in Belgien und Frankreich, außerdem war sie als Musicaldarstellerin tätig. 
Nach vielen Jahren ohne neue Veröffentlichung erschien im Februar 2019 das Album On n’oublie rien..., ein Tribut an den Chansonnier Jacques Brel.

## Diskografie
Alben
- 1996: C’est vrai… je t’aime
- 1998: Chante-nous la vie[2]
- 2019: On n’oublie rien...

Singles
- 1989: J’ai volé la vie
- 1989: Ils reviennent
- 1990: Bébé bambou
- 1991: Danse
- 1991: Noël différent
- 1992: Kiss Me (mit Daniel Mendy)
- 1992: Nous, c’est spécial !
- 1993: Laisse-moi voyager
- 1996: C’est vrai… je t’aime
- 1996: Je garderai pour toi
- 1998: Mama, c’est l’heure